# Nowhere Generation
Albums de Rise Against
Wolves
(2017)
Singles
1. Nowhere Generation
Sortie : 18 mars 2021
2. Numbers
Sortie : 6 mai 2021
3. Talking to Ourselves
Sortie : 1er juin 2021

Nowhere Generation est le neuvième album studio du groupe punk-rock Rise Against. L'album traite des inégalités sociales aux États-Unis, de l'affaiblissement de la classe moyenne et de l'impossibilité pour la nouvelle génération de réaliser le rêve américain. L'album est dévoilé le 18 mars 2021 sur les réseaux sociaux du groupe, en même temps que le single éponyme. Il paraît le 4 juin 2021.

## Historique et enregistrement
L'album est leur premier album studio publié en quatre ans, suivant la sortie de Wolves en 2017. Son élaboration a débuté dès 2019. Alors que le groupe a espacé la sortie de ses derniers albums aux trois ans, ils affirme vouloir ne pas se fixer d'échancier précis et prendre le temps qu'il faut.
L'album est dévoilé le 18 mars 2021 sur les réseaux sociaux du groupe, en même temps que le single éponyme. Lors de l'annonce de la sortie de l'album, McIlrath décrit le thème de l'album:
« Aujourd’hui, il y a la promesse du rêve américain, et puis il y a la réalité du rêve américain. La “norme historique” de l’Amérique, selon laquelle la génération suivante sera mieux lotie que celle qui l’a précédée, a été affectée par une période d’instabilité sociale, économique et politique massive et par la dissolution de la classe moyenne. Le succès promis au travail et au dévouement n’existe plus pour tout le monde. Lorsque les privilégiés gravissent l’échelle de la réussite et la brûlent au sommet, l’insurrection devient la seule réponse. »
La marchandise et les produit dérivés de l'album ont été conçus avec l'aide du directeur créatif Brian Roettinger.
La chanson Broken Dreams Inc. était déjà parue sur la liste de lecture annonçant la parution de Dark Night: Death Metal, une bande dessinée de DC Comics, en septembre 2020. Cette chanson se veut une réflexion sur la société américaine et sur la place du rêve américain en son sein.

## Sortie, réception et promotion
La chanson-titre de l'album sort le 18 mars et est bien accueillie. Elle est la chanson la plus souvent ajoutée sur les listes d'écoute des radios de type alternatif et rock à sa première semaine de sortie. Elle se hisse dans le top 25 du palmarès Mainstream Rock du Billboard et dans le top 30 du palmarès de rock alternatif du Billboard après 3 semaines.
Le second single, Numbers, paraît avec un vidéoclip le 6 mai. Celui-ci présente des bandes dessinées anticapitalistes, des vidéos de manifestations d'à travers le monde, incluant certaines du mouvement Black Lives Matter, et est créé et réalisé par le collectif américain Indecline.
L'album est bien accueilli par les critiques, l'aggrégateur Metacritic lui attribuant un score de 74/100 basé sur 6 opinions de magazines.
Le groupe doit entamer une tournée de promotion de l'album, appelée Nowhere Generation Tour, à la fin juillet 2021.

## Liste des morceaux
| No  | Titre                | Durée |
| --- | -------------------- | ----- |
| 1.  | The Numbers          | 4:59  |
| 2.  | Sudden Urge          | 3:46  |
| 3.  | Nowhere Generation   | 3:52  |
| 4.  | Talking To Ourselves | 3:24  |
| 5.  | Broken Dreams, Inc.  | 3:53  |
| 6.  | Forfeit              | 3:44  |
| 7.  | Monarch              | 3:32  |
| 8.  | Sounds Like          | 3:25  |
| 9.  | Sooner Or Later      | 3:34  |
| 10. | Middle Of A Dream    | 3:44  |
| 11. | Rules Of Play        | 3:43  |

## Membres
- Tim McIlrath - Chant
- Zach Blair - Guitare
- Joe Principe - Basse
- Brandon Barnes - Batterie

### Production
- BIll Stevenson - Production et ingénérie
- Jason Livermore - Production
- Andrew Berlin - Production
- Chris Beeble - Production
- Brian Roettinger  Direction créative